# Frank Spellman

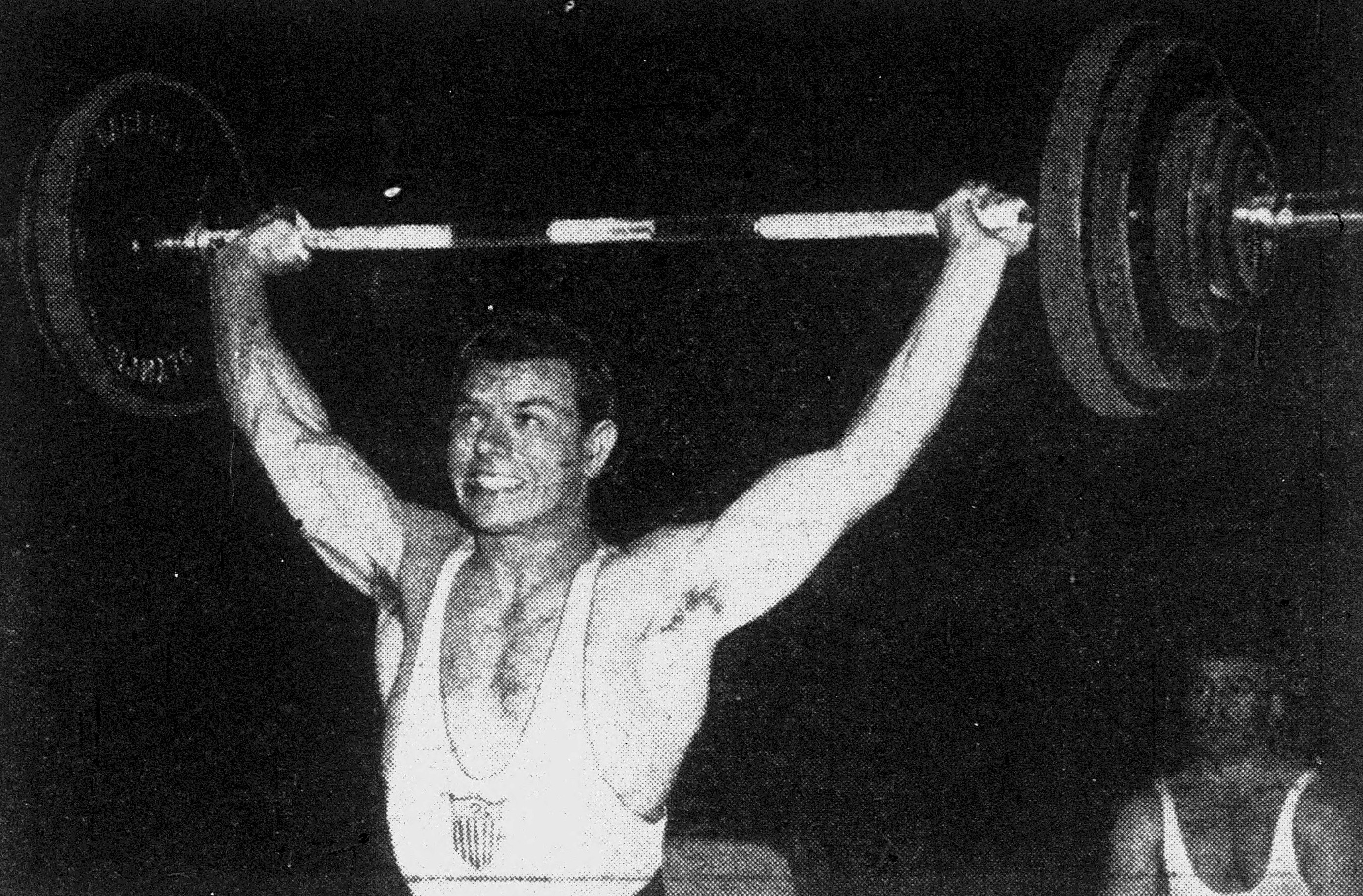
Frank Spellman 1951.

Frank Isaac Spellman, född 17 september 1922 i Malvern i Chester County, Pennsylvania, död 12 januari 2017, var en amerikansk tyngdlyftare.
Spellman blev olympisk guldmedaljör i 75-kilosklassen i tyngdlyftning vid sommarspelen 1948 i London.